# Eleonorów
Eleonorów – nieoficjalna część wsi Brenica w Polsce, w województwie łódzkim, w powiecie tomaszowskim, w gminie Lubochnia. Obejmuje południową część Brenicy, przy samej granicy z Lubochnią. Dawniej samodzielna wieś.

## Historia
Eleonorów to dawna wieś. W latach 1867–1954 należała do gminy Lubochnia w powiecie rawskim, początkowo w guberni piotrkowskiej, a od 1919 w woj. warszawskim. Tam 20 października 1933 utworzył gromadę o nazwie Eleonorów w gminie Lubochnia. 1 kwietnia 1939 wraz z resztą powiatu rawskiego zostały włączony do woj. łódzkiego.
Podczas II wojny światowej gromadę Eleonorów włączono do Generalnego Gubernatorstwa (dystrykt radomski, powiat tomaszowski), nadal w gminie Lubochnia. W 1943 roku liczył 46 mieszkańców.
Po wojnie ponownie w województwie łódzkim i powiecie rawskim. 20 lipca 1953 zniesiono gromadę Eleonorów, a jej obszar włączono do gromady Brenica w gminie Lubochnia.